# ناف ونوس (سرده)
ناف ونوس (نام علمی: Umbilicus) نام یک سرده از تیره گل‌نازیان است.